# 日历 (Windows)
行事曆是微軟為Microsoft Windows開發的個人日曆應用程式。它可以使用Microsoft Exchange Server、Outlook.com、Apple的iCloud日曆服務和Google日曆來同步日曆。它支持流行的iCalendar2.0格式。

## 歷史
微軟在Windows 1.0中首次包含了日曆應用程式（簡稱應用），該應用程式一直包含到Windows 3.1，並在Windows for Workgroups和Windows NT 3.1中被Schedule+取代。Schedule+後來從Windows移到了Microsoft Office套件中，直到Windows Vista中的Windows行事曆才包含了另一個日曆應用程式。行事曆在Windows Vista Beta 2中創建。

### Windows Vista
此版本支持在啟用WebDAV的Web服務器和網絡共享上共享、訂閱和發布日曆。它始終支持.ics文件，並且訂閱功能可以與Google日曆同步。它的界面與Windows Vista Mail的界面匹配，但是這兩個應用程式在該操作系統中沒有連接。可以重命名默認日曆。
在日曆工作列小應用程式上，左側有一個日期網格，右側下方有一個擬物化的模擬時鐘和數位時鐘。可以將顯示不同時區的時鐘添加到視圖中。在日期網格（左側）上，可以通過點擊日曆網格上方的日期範圍指示器進行縮小來查找遠在過去或未來的日期，直到每個圖塊都是十年（例如2010-2019年、2020-2029年）。
此版本後來被繼承到Windows 7上。

### Windows 8
作為微軟Metro設計語言理念的一部分，Windows 8中添加了新版本的行事曆，該版本的行事曆文字較多，是為全屏或折疊運行而編寫的眾多應用程式之一。它是Windows上源於Microsoft Outlook的三個應用程式之一，另外兩個是郵件和人脈應用程式。從結構上來說，這三個應用程式算一個整體，因此可以安裝和卸載。但每個應用都有自己的用戶界面。 Windows 8中的日曆最初支持Outlook.com、Exchange、Google日曆和Facebook日曆。但由於API的變化，Facebook和Google日曆不能再在Windows 8上直接同步。與許多為Windows 8而推出的微軟應用程式一樣，許多功能都隱藏在屏幕的右側邊欄或功能表中，通過右鍵單擊即可觸發。不同的日曆可以用不同的顏色標記。當擁有微軟帳戶的用戶使用Windows 8日曆在一台電腦上添加日曆帳戶時，該帳戶將自動添加到該用戶登錄的所有其他Windows 8電腦上。此版本不支持.ics文件。

### Windows 10
行事曆具有Outlook.com、Exchange、Google日曆和iCloud日曆的預設服務器配置。用戶可以將視窗設置為使用系統主題或選擇自定義強調色彩、背景圖像和淺深模式。Windows 10行事曆支持多視窗查看和編輯事件。不同的行事曆可以用不同的顏色進行標記，並且可以透過拖放來重新排列事件。默認界面是月視圖，但用戶還可以使用日、周和年視圖並列印這些視圖。Windows 10應用程式還會在查看窗格中彈出設置面板和迷你功能區界面。一年中的某一天和日曆事件顯示在活動磁貼上。與Vista版本一樣，重要的控件皆能一目了然，並使用與系統相匹配的圖標。可以對帳戶進行分組和重新標記，但無法在應用程式內編輯文件夾。.ics支持是在Windows 10年度更新版及時添加到此版本中的。

## 延伸閱讀
- . 支援. 微軟. 2016-07-29  [2023-07-15]. （原始内容存档于2020-09-08）.